# Туганов Володимир Петрович
Володи́мир Петро́вич Туга́нов (рос. Туганов Владимир Петрович нар. 17 липня 1961, м. Орджонікідзе, СРСР) — радянський та російський вершник, що спеціалізується на змаганнях з конкуру. Віце-президент Федерації кінного спорту Росії (з 2005). Учасник двох Олімпійських ігор (2004, 2012). Майстер спорту міжнародного класу (2000).

## Біографія
Володимир Туганов народився у Орджонікідзе. В дитинстві займався боксом, однак у віці 11 років серйозно зацікавився кінним спортом і почав відвідувати Республіканську кінно-спортивну школу в рідному місті. Першим тренером хлопця став Руслан Гекієв. Вже після чотирьох років занять Туганову вдалося стати чемпіоном РРФСР з триборства серед юнаків, а ще за рік він посів третю сходинку на чемпіонаті СРСР серед вершників свого віку. У 1979 році Володимир став срібним призером Спартакіади народів СРСР у командному триборстві, однак уже наступного року змушений ненадовго призупинити заняття кінним спортом через службу в лавах Збройних сил СРСР.
Після повернення з армії Туганов перекваліфікувався на змагання з конкуру та неодноразово ставав чемпіоном СРСР і РРФСР з цієї кінної дисципліни. У 1987 році він уперше в кар'єрі став переможцем міжнародного турніру, зайнявши перше місце в індивідуальному заліку Гран-прі Югославії на маршруті 160 см. Провідну роль у такому стрімкому прогресі майстерності вершника відіграло знайомство з Валерієм Золоєвим, який став тренувати перспективного спортсмена після армійської служби.
У 1988 році Володимир Туганов змушений був залишити кінний спорт і зосередитися на власному бізнесі. Так тривало до 1999 року, коли Володимир Петрович вирішив поновити активні виступи як вершника і вирушив до Німеччини на стажування у спеціаліста з конкуру Франке Слотака. Працювали з Тугановим й інші відомі фахівці зі світовим ім'ям, серед яких були Рене Теббель, Філіпп Ґерда та інші. Починаючи з цього ж періоду, Володимир постійно мешкає у німецькому Дюссельдорфі.
У 2002 році Туганов брав участь у Всесвітніх кінних іграх, що пройшли у іспанському місті Херес-де-ла-Фронтера, однак назвати його виступ успішним важко — всього лиш 67-ме місце в особистому заліку. Наступного року на чемпіонаті Європи з конкуру Володимир Петрович посів 55-те місце в індивідуальних змаганнях і 16-те у командних. Цей турнір був мало не найголовнішим напередодні Олімпійських ігор 2004, де Туганов мав захищати честь Росії у конкурі. У Афінах російський вершник на коні Leroy Brown 17 зумів пробитися до першого фінального раунду, де набрав 13 штрафних пунктів і посів 33 місце, що не дало змоги йому взяти участь у вирішальному фінальному раунді. Наступного року Володимира Петровича було обрано віце-президентом Федерації кінного спорту Росії. Його призначення сприйняли дещо насторожено, проте з великою надією.
У 2007 році Туганов невдало виступив на чемпіонаті Європи з конкуру в Мангеймі, розмістившись на 66 місці в індивідуальному заліку й обійнявши 15-ту сходинку турнірної таблиці разом з командою. Олімпіаду в Пекіні вершник змушений був пропустити через травму свого основного коня.
На Олімпійських іграх 2012 року в Лондоні Володимир Петрович став єдиним представником Росії у змаганнях з конкуру. На жаль, повторити власне досягнення восьмирічної давнини Туганову з конем на ім'я Lancero не вдалося — він вибув уже в першому раунді змагань, набравши 10 штрафних балів і посівши 65-те місце у індивідуальному заліку.

## Спортивні досягнення
| Рік  | Змагання                        | Місто                | Кінь           | МО | МК |
| ---- | ------------------------------- | -------------------- | -------------- | -- | -- |
| 2012 | Літні Олімпійські ігри 2012     | Лондон               | Lancero        | 65 | -  |
| 2007 | Чемпіонат Європи з конкуру 2007 | Мангейм              | Casio 4        | 66 | 15 |
| 2004 | Літні Олімпійські ігри 2004     | Афіни                | Leroy Brown 17 | 35 | -  |
| 2003 | Чемпіонат Європи з конкуру 2003 | Донауешінген         | Casio          | 55 | 16 |
| 2002 | Всесвітні кінні ігри 2002       | Херес-де-ла-Фронтера | Lou Lou        | 67 | -  |